# مليساندرا
ميليساندرا (بالإنجليزية: Melisandre) هي شخصية خيالية ظهرت في سلسلة الروايات الخيالية الحائزة على عدة جوائز أغنية الجليد و النار للكاتب جورج آر. آر مارتن.
هي كاهنة لإله النار والمستشارة المقربة من الملك ستانيس باراثيون في حملته للمطالبة بالعرش الحديدي. تلقب في الرواية كثيرا بلقب المرأة الحمراء بسبب لون شعرها. ظهرت الشخصية لأول مرة في رواية صدام الملوك في العام 1998، وفي المسلسل ظهرت لأول مرة في حلقة الشمال يتذكر عام 2012. ثم استمرت في الظهور بعدها في روايتي عاصفة السيوف ورقصة مع التنانين. لعبت الممثلة الهولندية كاريس فان هوتن دور شخصية ميلاساندر في المسلسل المبني على قصة الرواية صراع العروش.

## وصلات خارجية
- صفحة الشخصية في الموقع الرسمي (بالإنجليزية)